# Copa de Italia de Ciclismo 2018
La 12.ª edición de la Copa de Italia de Ciclismo de 2018 fue una serie de carreras de ciclismo en ruta que se realizaron en Italia. Comenzó el 11 de febrero con el Trofeo Laigueglia y finalizó el 11 de octubre con el Giro del Piemonte.
Formaron parte de la clasificación todos los ciclistas profesionales que forman parte del UCI WorldTeam, Profesional Continental y Continental sin límite de nacionalidad estableciendo un sistema de puntuación en función de la posición conseguida en cada competición y a partir de ahí se crea la clasificación.
La Copa constó de 18 carreras italianas en las categorías 2.HC, 2.1, 1.HC y 1.1 del UCI Europe Tour, excepto las que declinan estar en esta competición.

## Sistema de puntos
En cada carrera, los primeros 20 corredores ganan puntos y el corredor con la mayor cantidad de puntos en general es considerado el ganador de la Copa de Italia. Se llevan a cabo clasificaciones separadas para los mejores jóvenes (sub-23) y el mejor equipo. La clasificación para los mejores jóvenes aplica para corredores sub-23 y aplica el mismo baremo de puntos de la clasificación individual.

### Clasificación individual
| Posición | 1   | 2  | 3  | 4  | 5  | 6  | 7  | 8  | 9  | 10 | 11 | 12 | 13 | 14 | 15 | 16 | 17 | 18 | 19 | 20 |
| Puntos   | 100 | 80 | 70 | 60 | 51 | 45 | 39 | 32 | 28 | 24 | 20 | 18 | 16 | 14 | 12 | 10 | 8  | 6  | 4  | 2  |

| Posición | 1  | 2  | 3  | 4  | 5  | 6  | 7  | 8  | 9  | 10 | 11 | 12 | 13 | 14 | 15 | 16 | 17 | 18 | 19 | 20 |
| Puntos   | 70 | 56 | 49 | 42 | 36 | 31 | 27 | 22 | 20 | 17 | 14 | 13 | 11 | 10 | 8  | 7  | 6  | 4  | 3  | 2  |

| Posición | 1  | 2  | 3  | 4  | 5  | 6  | 7  | 8  | 9  | 10 | 11 | 12 | 13 | 14 | 15 | 16 | 17 | 18 | 19 | 20 |
| Puntos   | 60 | 50 | 44 | 38 | 32 | 28 | 24 | 20 | 18 | 15 | 8  | 8  | 8  | 8  | 8  | 2  | 2  | 2  | 1  | 1  |

| Posición | 1  | 2  | 3  | 4  | 5  | 6  | 7  | 8  | 9  | 10 | 11 | 12 | 13 | 14 | 15 | 16 | 17 | 18 | 19 | 20 |
| Puntos   | 40 | 32 | 28 | 24 | 21 | 18 | 15 | 13 | 11 | 10 | 5  | 5  | 5  | 5  | 5  | 1  | 1  | 1  | 1  | 1  |

### Clasificación por equipos
| Posición | 1   | 2  | 3  | 4  | 5  | 6  | 7  | 8  | 9  | 10 |
| Puntos   | 100 | 95 | 90 | 85 | 80 | 75 | 70 | 65 | 60 | 55 |

| Posición | 1  | 2  | 3  | 4  | 5  | 6  | 7  | 8  | 9  | 10 |
| Puntos   | 80 | 76 | 72 | 68 | 64 | 60 | 56 | 52 | 48 | 44 |

| Posición | 1  | 2  | 3  | 4  | 5  | 6  | 7  | 8  | 9  | 10 |
| Puntos   | 40 | 38 | 36 | 34 | 32 | 30 | 28 | 26 | 24 | 22 |

| Posición | 1  | 2  | 3  | 4  | 5  | 6  | 7  | 8  | 9  | 10 |
| Puntos   | 20 | 19 | 18 | 17 | 16 | 15 | 14 | 13 | 12 | 11 |

## Carreras puntuables
| Clasificación | Clasificación    | Clasificación                                | Clasificación        | Clasificación                   | Clasificación                        | Clasificación                         |
| Pos.          | Fecha            | Carrera                                      | Ganador              | Equipo                          | Líder de la clasificación individual | Líder de la clasificación por equipos |
| ------------- | ---------------- | -------------------------------------------- | -------------------- | ------------------------------- | ------------------------------------ | ------------------------------------- |
| 1.º           | 11 de febrero    | Trofeo Laigueglia                            | Moreno Moser         | Selección nacional de Italia    | Moreno Moser                         | Wilier Triestina-Selle Italia         |
| 2.º           | 4 de marzo       | Gran Premio Industria y Artigianato-Larciano | Matej Mohorič        | Bahrain Merida                  | Moreno Moser                         | Bahrain Merida                        |
| 3.º           | 22-25 de marzo   | Settimana Coppi e Bartali                    | Diego Rosa           | Sky                             | Diego Rosa                           | Androni Giocattoli-Sidermec           |
| 4.º           | 16-20 de abril   | Tour de los Alpes                            | Thibaut Pinot        | Groupama-FDJ                    | Domenico Pozzovivo                   | Bahrain Merida                        |
| 5.º           | 22 de abril      | Giro de los Apeninos                         | Giulio Ciccone       | Bardiani CSF                    | Giulio Ciccone                       | Bahrain Merida                        |
| 6.º           | 20-24 de junio   | Adriatica Ionica Race                        | Iván Ramiro Sosa     | Androni Giocattoli-Sidermec     | Domenico Pozzovivo                   | Androni Giocattoli-Sidermec           |
| 7.º           | 30 de junio      | Campeonato de Italia en Ruta                 | Elia Viviani         | Quick-Step Floors               | Domenico Pozzovivo                   | Androni Giocattoli-Sidermec           |
| 8.º           | 15 de septiembre | Coppa Agostoni                               | Gianni Moscon        | Sky                             | Domenico Pozzovivo                   | Androni Giocattoli-Sidermec           |
| 9.º           | 16 de septiembre | Coppa Bernocchi                              | Sonny Colbrelli      | Bahrain Merida                  | Domenico Pozzovivo                   | Androni Giocattoli-Sidermec           |
| 10.º          | 19 de septiembre | Giro de Toscana                              | Gianni Moscon        | Sky                             | Domenico Pozzovivo                   | Androni Giocattoli-Sidermec           |
| 11.º          | 20 de septiembre | Coppa Sabatini                               | Juanjo Lobato        | Nippo-Vini Fantini-Europa Ovini | Domenico Pozzovivo                   | Androni Giocattoli-Sidermec           |
| 12.º          | 22 de septiembre | Memorial Marco Pantani                       | Davide Ballerini     | Androni Giocattoli-Sidermec     | Domenico Pozzovivo                   | Androni Giocattoli-Sidermec           |
| 13.º          | 23 de septiembre | Trofeo Matteotti                             | Davide Ballerini     | Androni Giocattoli-Sidermec     | Domenico Pozzovivo                   | Androni Giocattoli-Sidermec           |
| 14.º          | 6 de octubre     | Giro de Emilia                               | Alessandro De Marchi | BMC Racing                      | Domenico Pozzovivo                   | Androni Giocattoli-Sidermec           |
| 15.º          | 7 de octubre     | Gran Premio Bruno Beghelli                   | Bauke Mollema        | Trek-Segafredo                  | Domenico Pozzovivo                   | Androni Giocattoli-Sidermec           |
| 16.º          | 9 de octubre     | Tres Valles Varesinos                        | Toms Skujiņš         | Trek-Segafredo                  | Domenico Pozzovivo                   | Androni Giocattoli-Sidermec           |
| 17.º          | 10 de octubre    | Milán-Turín                                  | Thibaut Pinot        | Groupama-FDJ                    | Domenico Pozzovivo                   | Androni Giocattoli-Sidermec           |
| 18.º          | 11 de octubre    | Giro del Piemonte                            | Sonny Colbrelli      | Bahrain Merida                  | Domenico Pozzovivo                   | Androni Giocattoli-Sidermec           |

## Clasificaciones finales

### Individual
| Clasificación |                    |                                 |        |
| Posición      | Ciclista           | Equipo                          | Puntos |
| ------------- | ------------------ | ------------------------------- | ------ |
| 1.º           | Domenico Pozzovivo | Bahrain Merida                  | 237    |
| 2.º           | Davide Ballerini   | Androni Giocattoli-Sidermec     | 205    |
| 3.º           | Giulio Ciccone     | Bardiani CSF                    | 173    |
| 4.º           | Marco Canola       | Nippo-Vini Fantini-Europa Ovini | 153    |
| 5.º           | Giovanni Visconti  | Bahrain Merida                  | 150    |

### Jóvenes
| Clasificación |                  |                             |        |
| Posición      | Ciclista         | Equipo                      | Puntos |
| ------------- | ---------------- | --------------------------- | ------ |
| 1.º           | Davide Ballerini | Androni Giocattoli-Sidermec | 205    |
| 2.º           | Giulio Ciccone   | Bardiani CSF                | 173    |
| 3.º           | Gianni Moscon    | Sky                         | 130    |

### Equipos
| Clasificación |                                 |        |
| Posición      | Equipo                          | Puntos |
| ------------- | ------------------------------- | ------ |
| 1.º           | Androni Giocattoli-Sidermec     | 854    |
| 2.º           | Bahrain Merida                  | 733    |
| 3.º           | Bardiani CSF                    | 576    |
| 4.º           | Nippo-Vini Fantini-Europa Ovini | 521    |
| 5.º           | Wilier Triestina-Selle Italia   | 352    |